# ヘンリー・シー
ヘンリー・タン・カイ・シエン・シー・シニア（英語: Henry Tan Chi Sieng Sy Sr.、中国語: 施至成、1924年10月15日 - 2019年1月19日）は、フィリピンの実業家、投資家である。SMインベストメンツの創業者。
中華民国福建省生まれ、12歳の時に家族でフィリピンに移住。家族は中国に戻ったものの、シーはそのまま残り、1958年にマニラの小さな靴屋「シューマート」を創業した。数十年かけてシューマートをSMインベストメンツに発展させた。晩年、11年連続でフォーブス誌のランキングでフィリピン人富豪に選ばれた。 亡くなった時の純資産は190億ドルと推定されている。